# 班恩河

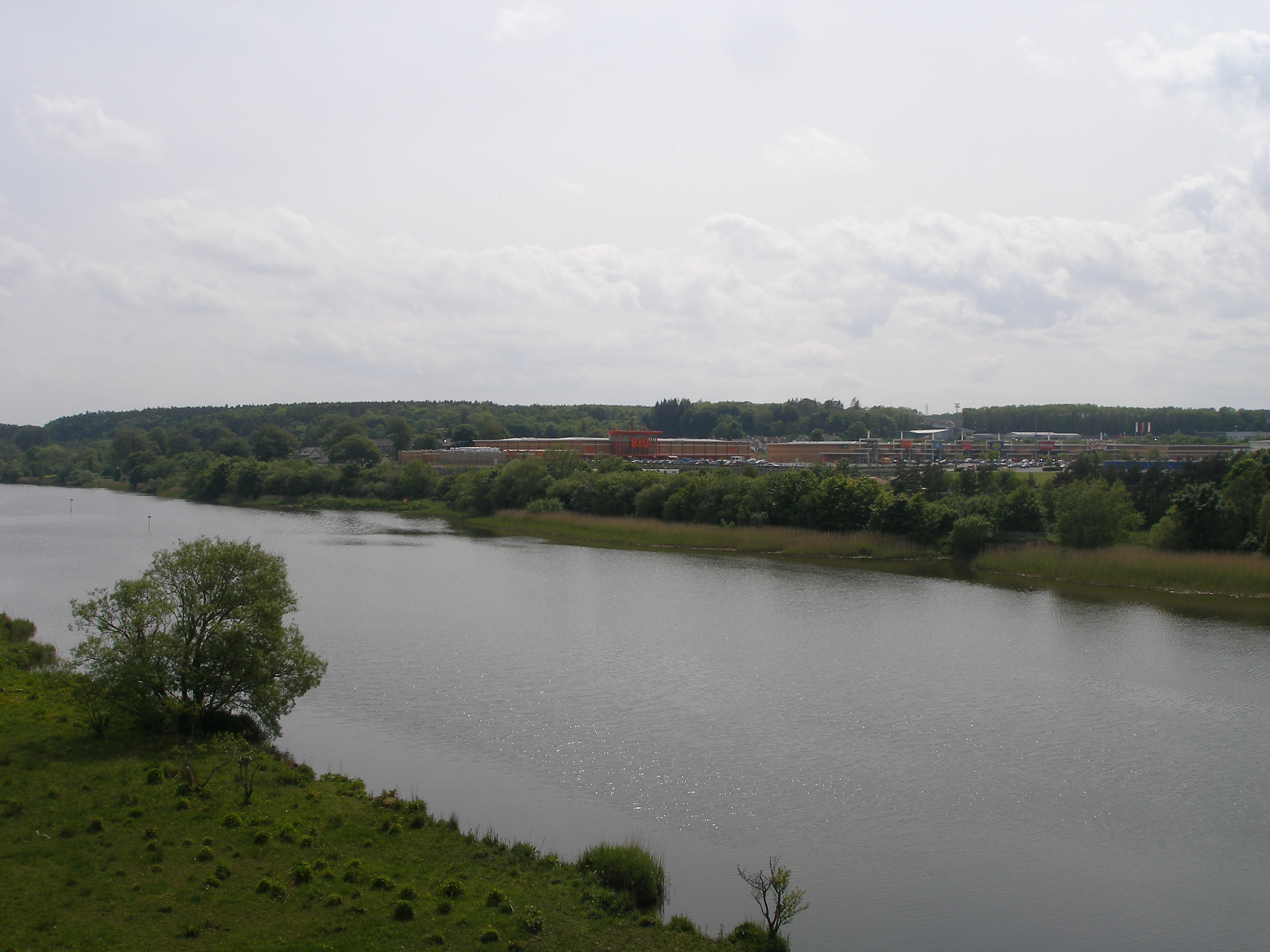
流經科爾雷因的班恩河

班恩河（英語：River Bann，意即“白色的河流”）是北愛爾蘭最長的河流，全長129（80英里）。河流橫貫北愛爾蘭，連接起北愛爾蘭的東南角和西北角。并注入內湖。C.Michael Hogan認為班恩河畔是冰河時代結束后最早抵達北愛爾蘭的人類的聚居地。
河流對北愛爾蘭工業發展有著重要影響。現今鰻魚和鮭魚是此河流出產的重要經濟魚類。此外，班恩河常被用作區分東西北愛爾蘭的標誌，即所謂的“Bann divide”。班恩河以西沒有東部發達，大貝爾法斯特位於河東，西部則多是農業用地，西部人群主要信仰天主教、英國國教，而東部主要信仰新教。
作為內湖的主要水源，北愛爾蘭43%的用水都來自班恩河。愛爾蘭阿爾斯特地區也有許多地方的用水依靠班恩河。有專門管理班恩河的河流管理局，現在的用水體系主要基於1955年的法案。其水位一般在國家基準點以上12.45至12.60米。

## 外部連結
- River Bann, Northern Ireland - River Bann user and visitor information
- Discover Northern Ireland - Upper Bann
- Discover Northern Ireland - Lower Bann
- Waterways Ireland - Lower Bann information page.
- Salmon fishing on the Lower Bann, from Salmon Ireland
- Rivers Agency website （页面存档备份，存于）
- Bann Rowing Club （页面存档备份，存于）